# Permafo
Permafo – grupa artystyczna, galeria oraz czasopismo założone we Wrocławiu przez troje artystów: Natalię LL, Andrzeja Lachowicza i Zbigniewa Dłubaka oraz teoretyka Antoniego Dzieduszyckiego w latach 70. XX wieku.

## Historia
Grupa powstała w okresie rozwoju myśli sztuki konceptualnej w Polsce na fali ruchów awangardowych takich jak Sympozjum Wrocław ’70 czy wystawa Sztuka Pojęciowa autorstwa Jerzego Ludwińskiego w Galerii pod Moną Lisą w 1970 roku. W swojej działalności członkowie grupy kierowali się ideą sztuki jako znaku dostarczanego za pomocą zobiektywizowanych środków przekazu.

## Czasopismo
Permafo wydawało też czasopismo o tej samej nazwie w latach 1972–1980. Minimalistyczna oprawa graficzna pisma charakteryzowała się ciężkim nagłówkiem i jednocześnie logiem grupy zaprojektowanym przez Andrzeja Lachowicza. Teksty do Permafo poza Antonim Dzieduszyckim pisali m.in. Jerzy Ludwiński, Jan Świdziński, Adam Sobota.

## Galeria PERMAFO
W latach 1970–1981 grupa prezentowała swoje prace we własnej galerii, dla której siedzibę tworzący ją artyści znaleźli w Klubie Związków Twórczych we Wrocławiu. Powołanie takiej instytucji było konieczne ze względu na chęć prezentowania własnej twórczości na niezależnych warunkach. Galeria ta jak i wiele innych w kraju włączyła się tym samym w ideę instytucji sztuki niezależnego ruchu artystycznego. Działalność galerii przerwało wprowadzenie w Polsce stanu wojennego 13 grudnia 1981 roku.

## Znaczenie
Permafo była nie tylko startem dla indywidualnych karier ważnych dla polskiej sztuki konceptualnej artystów. W ramach działalności galeryjnej zapraszała innych twórców i tym samym poszerzała wiedzę wrocławskiego widza, ale też tworzyła podłoże do wymiany myśli, aktualizacji i konfrontacji najnowszej sztuki tego okresu. W galerii pokazywali m.in. Bernd Becher, Hilla Becher, Joseph Beuys, Milan Grygar, Tibor Hajas, Joseph Kosuth, Jolanta Marcolla, Dora Maurer, François Morellet, Mimmo Paladino, A.R. Penck, Ryszard Piegza, Andrzej Sapija, Zdzisław Sosnowski, Peter Stembera, Jiří Valoch, Ben Vautier, Zbigniew Warpechowski, Anastazy Wiśniewski, Jan S. Wojciechowski, Krzysztof Zarębski.
W grudniu 2012 roku Muzeum Współczesne Wrocław zorganizowało dużą monograficzną wystawę podsumowującą działalność grupy zatytułowaną Gdzie jest Permafo?.